# 1962年拉傑沙希大屠殺
拉傑沙希大屠殺，是發生於1962年4月東巴基斯坦的拉傑沙希和帕布納地區的族裔暴力事件，主要受害者是印度教徒和佛教徒。他們的財產和婦女受到攻擊，三千多名非穆斯林死於大屠殺。

## 背景
1958年，阿尤布·汗領導的軍政府在西巴基斯坦上台。從一開始，阿尤布政權的政策就是清洗東巴基斯坦的孟加拉裔印度教徒和其他少數民族。

## 屠殺
1962年3月22日，在印度西孟加拉邦的馬爾達縣，桑塔爾人和穆斯林之間爆發了種族暴動。桑塔人武裝起來，並用弓箭射擊了三名穆斯林，其中六人被炸死。在4月16日至20日之間，兩族之間的種族緊張局勢引發了另一場種族騷亂。
事後巴基斯坦媒體誇大馬爾達縣衝突事件中穆斯林的傷亡人數，即使該地區沒有發生種族暴力事件。巴基斯坦廣播電台也播放了有關印度對少數民族暴行的虛假故事。4月22日，東巴基斯坦總督穆罕默德·阿扎姆·汗中將發表煽動性演講，並用虛構的故事對少數民族進行了酷刑。4月23日，孟加拉裔印度教徒和其他少數族裔在拉傑沙希專區遭到襲擊，但拉傑沙希區縣長未採取任何措施制止襲擊。
屠殺，強姦，搶劫和縱火持續了好幾天，僅在拉傑沙希區，估計就有300名非穆斯林被殺。
拉傑沙希的助理高級專員救助了少數民族，印方也準備調動部隊干預，屠殺被制止。
事後大約11000個桑塔爾人和拉傑班西人移民印度。